# Austropotamobius pallipes
De zoetwaterkreeft (Austropotamobius pallipes) is een kreeftachtige uit de orde van tienpotigen. Ze worden ongeveer 10 centimeter lang en komen voor in heldere stromen met een zand- of grindbodem, meestal in kalkrijk gebied. Overdag leven ze verborgen onder stenen of in gaten in de oevers; 's nachts worden ze actief. Omdat ze relatief klein zijn, worden zoetwaterkreeften niet veel voor de consumptie gekweekt.